# Андрівська сільська територіальна громада
Андрівська сільська громада — об'єднана територіальна громада в Україні, в Бердянському районі Запорізької області. Адміністративний центр — село Андрівка.
Площа громади — 194,59 км², населення — 3350 мешканців (2020).
Утворена 9 березня 2018 року шляхом об'єднання Андрівської та Новотроїцької сільських рад Бердянського району.

## Населені пункти
До складу громади входять 4 села: Андрівка, Новотроїцьке, Полоузівка та Трояни.